# میرشاهین آغایف
میرشاهین آغایف (ترکی آذربایجانی: Mirşahin Ağayev Dilavər oğlu؛ زادهٔ ۱۹۶۳) روزنامه‌نگار اهل جمهوری آذربایجان است.